# Czwórka tytułowa książki

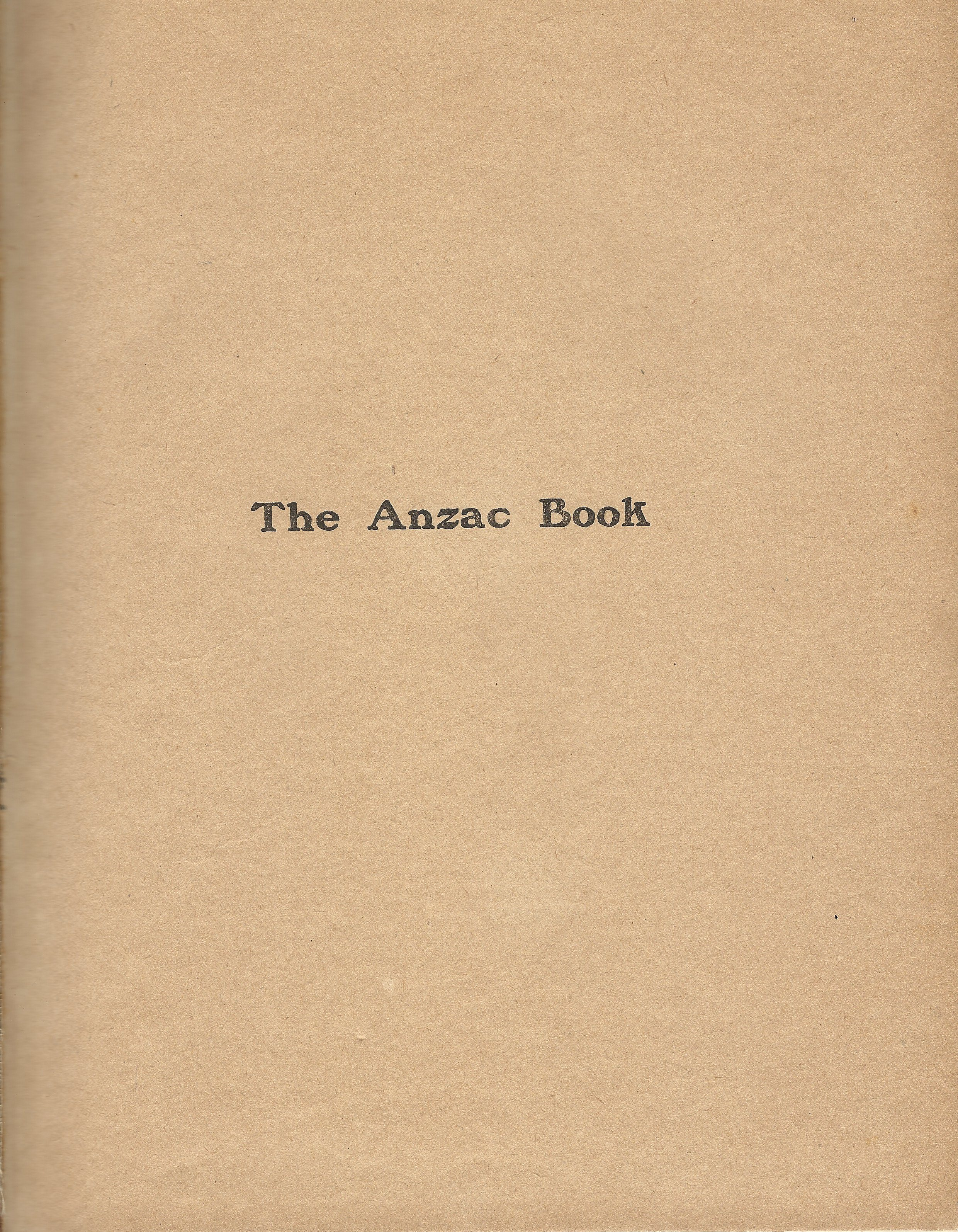
Karta przedtytułowa z tytułem książki

Czwórka tytułowa – pierwsze cztery strony wnętrza (wkładu) książki.

## Kolejne strony czwórki
Czasami, np. w przypadku książki mniejszej objętościowo, zamiast czwórki tytułowej występuje dwójka tytułowa, czyli jedynie strony 3. i 4. (liczone jako 1. i 2.). Zarówno na czwórkę tytułową, jak i na dwójkę tytułową mówi się również: karta tytułowa.

### Strona przedtytułowa, przedtytuł, tytuł ochronny, tzw. szmuctytuł
- strona, na której znajduje się zasadniczo tylko tytuł książki (jeśli jest długi, to w skróconej postaci[a]) i ewentualnie autor (imiona często w inicjale) – oba pisane kapitalikami lub krojem pisma w odmianie pogrubionej, w niezbyt dużym stopniu.

### Strona kontrtytułowa,wakatlubfrontyspis
- strona zazwyczaj pusta, ewentualnie może współgrać ze stroną trzecią np. poprzez zdjęcie autora, spis jego dzieł, tytuł serii wydawniczej, zapowiedzi itp., może być też zaopatrzona w ozdobną ilustrację – jeśli nie jest pusta, nosi nazwę frontyspis

### Strona tytułowa
- strona z tytułem w pełnym brzmieniu[a], autorami w pełnym brzmieniu, nazwą i logo wydawnictwa, rokiem i numerem wydania

### Strona redakcyjna
- strona zawierająca komplet informacji wydawniczych i drukarskich (patrz: metryka książki). Zamieszcza się na niej nazwiska współtwórców książki niewymienione na stronie tytułowej, informacje o podstawie tłumaczenia, zastrzeżenia praw autorskich (copyright), opis katalogowy CIP, numer ISBN, informacje o mecenasach dzieła, wszelkie informacje techniczno-wydawnicze, między innymi stopkę drukarską. Informacje umieszczone zwyczajowo na stronie redakcyjnej przeniesione na ostatnią stronicę książki tworzą kolofon (na ich przeniesienie mają wpływ kwestie estetyczne albo konieczność dodania stronicy przy obliczaniu arkuszy drukarskich)[1].